# Khamsin Pass
Khamsin Pass är ett bergspass i Antarktis. Det ligger i Västantarktis. Argentina, Chile och Storbritannien gör anspråk på området. Khamsin Pass ligger 750 meter över havet.
Terrängen runt Khamsin Pass är kuperad åt nordost, men åt sydväst är den platt. Trakten är obefolkad. Det finns inga samhällen i närheten.